# Franz Winterer
Franz Winterer (* 11. Jänner 1892 in Wien; † 8. November 1971 ebenda) war ein österreichischer Politiker (SPÖ) und Unterstaatssekretär für Heerwesen in der provisorischen Staatsregierung Renner 1945.

## Biographie
Franz Winterer studierte Rechtswissenschaften. Nach Absolvierung des Studiums besuchte er das Konservatorium für Musik sowie die Offiziersschule. Franz Winterer war k.u.k. Offizier, in der Zwischenkriegszeit militärischer Berater des Republikanischen Schutzbundes, im Zweiten Weltkrieg Offizier der deutschen Luftwaffe, zuletzt Oberstleutnant. Auf Grund seiner militärischen Ausbildung – Winterer bekleidete den Rang eines Generalmajors – wurde er nach der Unabhängigkeitserklärung Österreichs 1945 in die provisorische Staatsregierung von Karl Renner berufen. Als Unterstaatssekretär war Winterer für das Heerwesen zuständig.
Nach den ersten Nationalratswahlen der zweiten Republik im Dezember 1945 wurde Franz Winterer Abgeordneter zum österreichischen Nationalrat. Nach Ende der Legislaturperiode 1949 verlor Winterer sein Mandat und schied aus dem Nationalrat aus.
Von 1945 bis 1968 war Winterer Präsident des ASKÖ und als solcher auch im Vorstand des Österreichischen Olympischen Comités (ÖOC) vertreten. Außerdem war Winterer von 1946 bis 1966 Bundesobmann der Naturfreunde und Präsident des Wiener Eislaufvereins.
Als Musiker war Winterer als Violinist im Theater an der Wien, im Bürgertheater und in der Wiener Volksoper, als Bratschist im Tonkünstlerorchester aktiv.

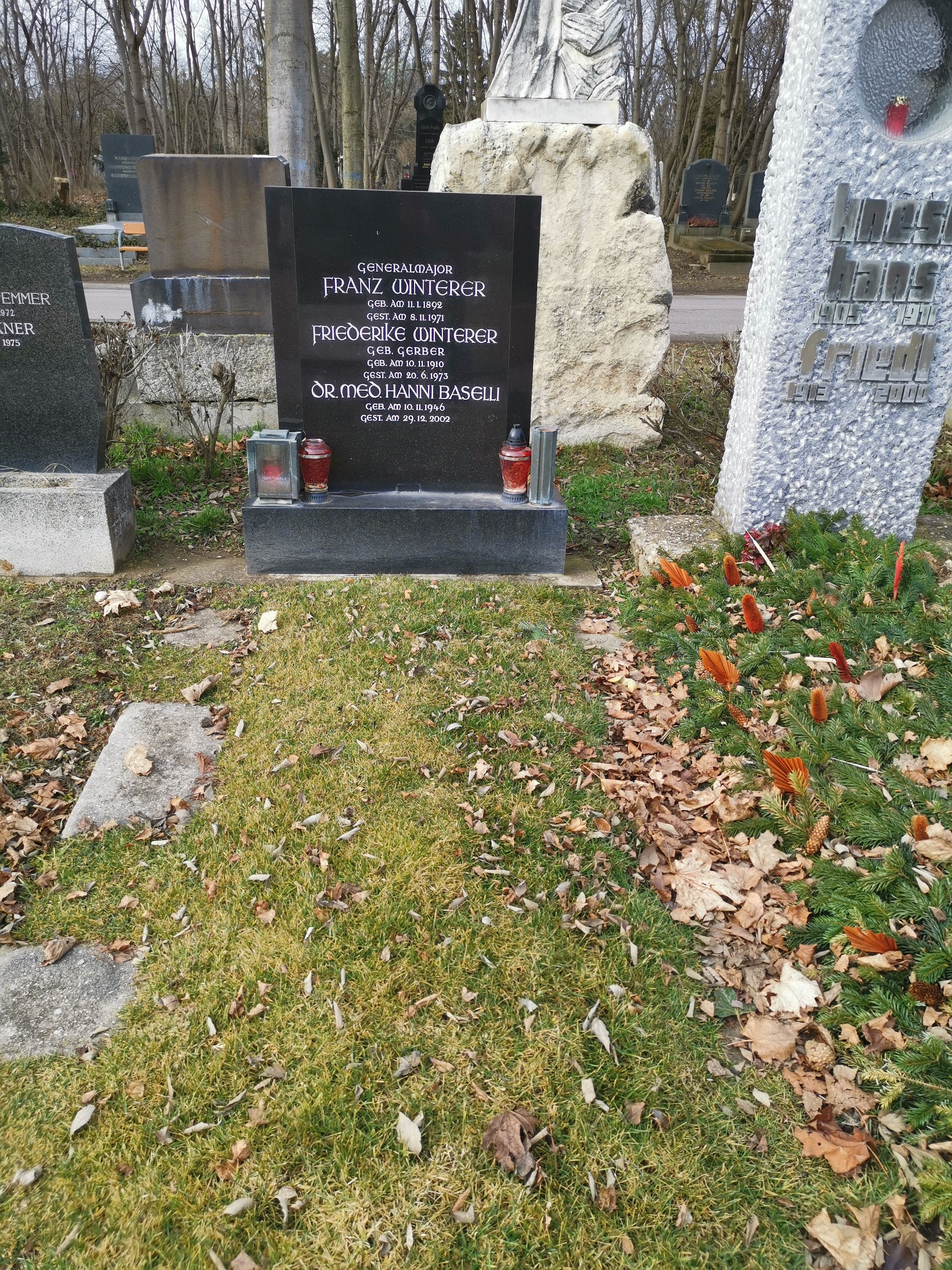
Grabstätte

Er ist auf dem Wiener Zentralfriedhof bestattet.

## Sonstiges
Franz Winterer war Konstrukteur verschiedener militärischer Vermessungsinstrumente für den Feldgebrauch und entwickelte die „Winterer-Bussole“.